# Antônio Delfim Netto
Antônio Delfim Netto, né le 1er mai 1928 à Sao Paulo où il meurt le 12 août 2024, est un économiste brésilien, ancien ministre des Finances, de l'Agriculture et de la Planification du Brésil, professeur et membre du congrès brésilien.

## Biographie
Lors de sa nomination comme ministre des Finances du Brésil, le pays vécut l'expérience du Milagre Econômico (le Miracle Économique), une période de croissance économique sans précédent.
En 2016 et 2018, Antônio Delfim Netto est l'objet d'enquêtes dans le cadre de l'opération Lava Jato.